# Kovács Zoltán (politikus, 1969)

Kovács Zoltán (Abaújszántó, 1969. február 9. –) magyar történész, politikus, 2014-től 2018 végéig kormányszóvivő, 2019-től a nemzetközi kommunikációért felelős államtitkára.

## Élete
A kazincbarcikai Ságvári Endre Gimnáziumban érettségizett 1987-ben. 1988-ban kezdte meg egyetemi tanulmányait a debreceni Kossuth Lajos Tudományegyetem történelem-földrajz szakán. 1990-től egyszakos történész, valamint a Szabó István Szakkollégium tagja. 1991 és 1992 között demonstrátor a Kossuth Lajos Tudományegyetem Történelmi Intézetében. 1992-ben kezdte meg MA tanulmányait a Közép-európai Egyetemen (CEU). 1993-ban kitüntetéses történészdiplomát szerez a Kossuth Lajos Tudományegyetemen, majd a Közép-európai Egyetemen MA diplomát. Tanulmányai során számos ösztöndíjban részesül. 1994 augusztusától Ausztriában, egy nyári egyetem keretein belül folytat tanulmányokat az ország EU-s csatlakozása kapcsán. 1995-től 2000-ig a debreceni Kossuth Lajos Tudományegyetem óraadó tanára, közben PhD ösztöndíjat kap a Közép-európai Egyetemen (CEU). Közben négy hónapos kutatóösztöndíjat kap a Londoni Egyetemen (University College), majd a Woodrow Wilson Centerben. 1999 és 2004 között tanársegéd, majd adjunktus a Miskolci Egyetem Történelmi Intézetében. 2001-ben szerzi meg PhD diplomáját a Debreceni Egyetemen, egy évvel később pedig a Közép-európai Egyetemen (CEU). 2004-től a Debreceni Egyetem Történelmi Intézetének adjunktusa. 2005-től 2006-ig a McDaniel College Budapest oktatógárdájának a tagja. Kutatási területe a közvélemény és a nyilvánosság története, a kommunikáció-elmélet, a kora újkori, valamint a hidegháborús diplomáciatörténet, illetve Anglia és Nagy-Britannia története.
Felsőfokú angol és társalgási szintű német nyelvismerettel rendelkezik.

### Közéleti pályafutása
Még egyetemi hallgatóként csatlakozott a Kossuth Lajos Tudományegyetem diákönkormányzatához, amelynek rövid ideig az elnöke is volt. 1997-ben lépett be a Fideszbe, ahol 2000-től folyamatos háttérmunkákat végzett. Alapító szerkesztője volt a Debreceni Disputa kulturális közéleti folyóiratnak. A nevéhez fűződik a DEOL (Debrecen Online) felületének kialakítása, valamint a városi intézmények honlapjának a kialakítása és szakmai irányítása. 2006-ban önkormányzati képviselővé választják Debrecenben, és egyúttal az önkormányzat kommunikációs tanácsnokává. Ez idő alatt a Megyei Jogú Városok Szövetségének delegáltja a Magyar Televízió Közalapítvány Kuratóriumában, valamint tagja az Európai Önkormányzatok és Régiók Tanácsa Politikai Bizottságának. 2008-ban az ACYPL (Fiatal Politikai Vezetők Amerikai Tanácsa) magyar küldöttségének vezetője az amerikai választási kampány ideje alatt. 2010-től a Közigazgatási és Igazságügyi Minisztérium kormányzati kommunikációért felelős államtitkára, 2013-tól pedig az Emberi Erőforrások Minisztériumának társadalmi felzárkózásért felelős államtitkára.

#### Ellentmondásos nyilatkozatai
- 2018. január 15-én a Financial Times-nak adott interjújában nem-választott képviselőként azon nézetének adott hangot, hogy csak választott képviselőknek van legitim joga részt venni a közéletben.[2]

## Családi állapota
Nős, két gyermek édesapja.